# André-Charles Coppier
Pour les articles homonymes, voir Coppier.
Charles-André Coppier, né à Annecy le 17 novembre 1866, et mort à Talloires le 30 septembre 1948, est un peintre, graveur, médailleur et historien d'art français. 

## Biographie
André-Charles Coppier est le fils de Marie-Dominique Coppier, sabotier et cordonnier à Annecy, et de Françoise Ritz. Entré en 1881 à l'École nationale des ponts et chaussées, il travailla au musée municipal et se rendit ensuite à Paris dans l'atelier d'Augustin Feyen-Perrin. Il se forma également dans les grands musées de la capitale. Doté en 1891 d'une bourse de voyage du Conseil supérieur des beaux-arts, il voyagea en Italie, aux Pays-Bas, en Angleterre et en Allemagne où il copia les plus grands maîtres du Moyen Âge et de la Renaissance. Il fut un graveur apprécié de son temps, qui exposa notamment au Salon des artistes français à partir de 1890, et obtint plusieurs médailles. En 1915, il déposa un brevet à Washington sur un procédé de son invention de traitement du papier monnaie permettant de prévenir la contrefaçon. 
André-Charles Coppier est principalement connu pour ses ouvrages d'historien d'art sur Rembrandt et les artistes du XVe siècle, ainsi que ses ouvrages d'art sur le Mont-Blanc, le Lac d'Annecy, et la Haute-Savoie. Coppier est aussi l'auteur de plusieurs autres ouvrages, dont le catalogue raisonné de l'œuvre gravé d'Albert Besnard. Mais c'est surtout sa grande maîtrise de la gravure, qualifiée de « scrupuleuse et intuitive » par Gustave Kahn, qui le fit remarquer et le hissera au rang des plus grands graveurs français. Il contribua en effet à faire de cette discipline une science exacte qui s'appuie sur une recherche rigoureuse, scientifique et historique. Du fait de sa très grande érudition, qu'il cultiva au cours de ses nombreux voyages et qui en fait une des personnalités éminentes de l'Histoire de l'art du début du XXe siècle, son œuvre est souvent méconnue, et même parfois oubliée. 
André-Charles Coppier s'est marié à trois reprises. Le 26 juillet 1890, il épousa Marguerite Dujardin, dont il divorça le 20 juillet 1893. Il épousa Henriette Anne Ernestine Bonneau le 17 septembre 1906. Jean-Joseph-Henri Coppier, né le 28 octobre 1903, issu du second mariage d'André-Charles Coppier avec Augustine Thérèse Roger, fut commandant de l'armée de l'air, officier de la Légion d'honneur, chef de réseau de résistance dans les massifs de la Chartreuse et Belledonne, cité à l'ordre de l'armée. Une place et une rue portent son nom (à Grenoble et Domène) ainsi que l'aérodrome du Versoud.
Personnage haut en couleur, connu pour sa forte personnalité, André-Charles Coppier eût une existence parfois mouvementée, en particulier durant l'Occupation allemande. Promu au grade d'officier de la Légion d'honneur le 9 mai 1926, il en fut exclu par décret du maréchal Philippe Pétain le 20 mars 1943 (après avoir été condamné le 20 juin 1941 à quinze jours d'emprisonnement et deux cents francs d'amende pour mise en circulation de coupons ou tickets contrefaits ou falsifiés). Il fut toutefois réintégré dans l'ordre de la Légion d'honneur par décret du président de la République Vincent Auriol, le 11 mai 1948.
Surnommé localement « la bête du Roc » en référence à ses habitudes casanières, il résidait à la Pergola, une villa de style florentin, adossée au Roc de Chère, qu'il fit construire sur le port de Talloires (Haute-Savoie), village où il fut inhumé. Décrite comme le « Nice de la Savoie », la Pergola fut l'écrin de ses collections, une maison bénéficiant d'une situation exceptionnelle que l'artiste considérait comme son véritable chef-d’œuvre.
Un portrait d'André-Charles Coppier par Albert Besnard est conservé à Paris au musée d'Orsay. Philippe Besnard réalisa quant à lui son buste en plâtre, ainsi que celui de son épouse.

## Publications d'André-Charles Coppier

### Ouvrages
- Les Eaux-fortes de Besnard, Berger-Levrault, Paris, 1920
- Les Eaux-fortes authentiques de Rembrandt, Firmin-Didot, Paris, 1929, en 2 volumes :
  - La vie et l'œuvre du maître. La technique des pièces principales. Catalogue chronologique des eaux-fortes authentiques et des états de la main de Rembrandt. (114 pages)
  - Album des reproductions d'eaux-fortes (128 feuillets)
- Savoie l’œuvre peint, trilogie
- Les portraits du Mont-Blanc, Dardel, Chambéry, 1924, réédité en 1995 aux éditions La fontaine de Siloé [textes et toute son œuvre sur la montagne]
- De Tarentaise en Maurienne, Dardel, Chambéry, 1931, réédité en 1995 aux éditions La fontaine de Siloé [paysages costumes et coutumes de ces deux vallées qui inspira l’œuvre d’Estella Canziani]
- Au lac d’Annecy, Librairie Dardel, Chambéry, 1923, tirage à 200 exemplaires numérotés sur papier d'Arches, réédité en 1995 aux éditions La fontaine de Siloé [la ville, le lac, Talloires, sa famille et son cadre de vie textes et peintures].

### Articles
- « La rançon de nos cathédrales », in Revue des Deux Mondes, novembre 1918.
- « Rembrandt et Spinoza », in Revue des Deux Mondes, janvier 1916.
- « Les eaux-fortes de Rembrandt d'après les cuivres originaux récemment découverts », in Revue des Deux Mondes, janvier 1917.
- « Les vierges aux rochers et la légende la Joconde », in Revue des Deux Mondes, mars 1923.
- « Le nocturne de l'île aux cygnes », poème, in L’Arcade n°5, Annecy, août 1935.